# Oskar Fischer (Maler)

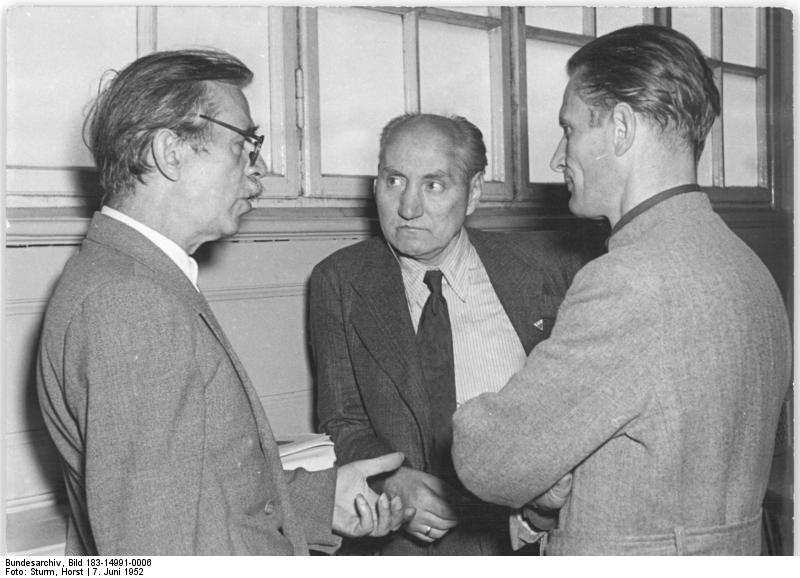
Oskar Fischer (Mitte) 1952 im Gespräch mit Otto Nagel (links)

Oskar Fischer (* 4. August 1892 in Karlsruhe; † 3. Februar 1955 in Berlin-Köpenick) war ein deutscher Maler des Expressionismus und Kommunist.

## Leben
Fischer machte eine Lehre als Dekorationsmaler. Er besuchte drei Jahre lang die Kunstgewerbeschule und für zwei Jahre die Staatliche Akademie der Bildenden Künste Karlsruhe. Danach war er als Maler und Gebrauchsgrafiker tätig. Er war Mitglied der Gruppe Rih. Er malte aber schon in Karlsruhe einige Zeit vor deren Gründung und vor seiner Teilnahme am Ersten Weltkrieg, da ein 2004 versteigertes Selbstbildnis auf 1911 datiert ist und auf dem Keilrahmen die Karlsruher Adresse „Bismarckstraße 37a“ steht.
Fischer war seit 1921 Mitglied der „Novembergruppe“ und gehörte zur Künstlergruppe „Der Sturm“, der u. a. auch Heinrich von Boddien (1894–1971), Oswald Herzog, Johannes Molzahn und William Wauer angehörten. Er war auf Ausstellungen in Herwarth Waldens Galerie „Der Sturm“ in der Potsdamer Straße 134 a vertreten. Viele seiner Arbeiten wurden über die Galerie angeboten. Illustrationen erschienen in Waldens Zeitschrift „Der Sturm“.
1937 wurden im Rahmen der deutschlandweiten konzertierten Aktion  „Entartete Kunst“ Werke Fischers aus dem Schlesischen Museum der Bildenden Künste, Breslau, der Städtischen Kunstsammlung Chemnitz, dem Museum für Kunst und Heimatgeschichte in Erfurt, der Staatlichen Kunsthalle Karlsruhe, dem Schlossmuseum Weimar und dem Nassauischen Landesmuseum Wiesbaden beschlagnahmt und danach zerstört.
1919 wurde Fischer Mitglied im Spartakusbund. Er war Mitglied der KPD. Unter anderem brachte er illegal lebende Genossen unter. Er arbeitete für linke Zeitschriften. 1928 fuhr er als technischer Mitarbeiter zum Komintern-Kongress nach Moskau. In der Zeit des Nationalsozialismus arbeitete er von 1933 bis 1936 als Funker für die KPD und fertigte gefälschte Papiere an. Er war Hersteller eines Stempels für die Europäische Union (Widerstandsgruppe). Als diese aufflog, wurde auch Fischer am 18. September 1943 verhaftet. Der Haftbefehl wurde mangels Beweisen am 11. Februar 1944 aufgehoben, im März wurde er aus dem Zuchthaus Brandenburg-Görden entlassen. In den letzten Kriegswochen zogen ihn die Nazis zum Volkssturm ein. Er geriet am 1. Mai 1945 in sowjetische Gefangenschaft, aus der er am 3. Mai entlassen wurde. Danach war er Redakteur bei der Deutschen Volkszeitung, später beim Neuen Deutschland. 1949 übersiedelte er nach Ostberlin. 1952 wurde Fischer pensioniert.
Fischer war seit 1917 verheiratet mit Elise Gläser.
Werke Fischers befinden sich u. a. in der Berliner Nationalgalerie, im Lindenau-Museum, Altenburg/Thüringen und in der Staatlichen Kunsthalle Karlsruhe. Mehrere der kubistischen Federzeichnungen Fischers befanden sich bis 1938 in der Sammlung von Heinrich Stinnes.

## 1937 nachweislich als „entartet“ beschlagnahmte und vernichtete Werke
- Wunderbarkeit (Aquarell)

- Villa am Berge (Holzschnitt)

- Landschaft (Holzschnitt)

- Scherenschleifer (Holzschnitt)

- Menschenschweif I (Holzschnitt)
- Reitendes Paar (Lithografie; Blatt 5 der 3. Mappe „Neue europäische Graphik. Deutsche Künstler“, Bauhaus Drucke, Weimar 1921)

## Weitere Werke
- Auchentsag (Zeichnung, 1918)[4]
- Peripherie des Gleisdreiecks (Linolschnitt, 1923)[5]
- o.T. (Linolschnitt, 1924)[6]
- Heiliges Tempelhaus (Zeichnung, Wasserfarbe und schwarzer Stift; im Bestand der Staatlichen Kunsthalle Karlsruhe)[7]

## Ausstellungen (Auswahl)
- 1919: Berlin, Galerie „Der Sturm“ (Dreiundsiebzigste Ausstellung; mit Hugo Händel und Hilla von Rebay)

- 2007: Karlsruhe („Oskar Fischer. Karlsruhe – Berlin“)